# Karawanken
Karawanken (în slovenă Karavanke) sunt un lanț muntos în Alpii Calcaroși din Sud. Culmea acestui lanț muntos constituie linia frontierei de stat între Austria și Slovenia.